# Mario Giorgi

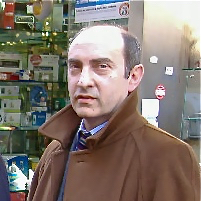

Mario Giorgi (Bologna, 1956) è uno scrittore, regista e blogger italiano.

## Biografia
Con il gruppo comico Trioreno, in cui ha il ruolo di coautore e regista, vince il Festival di Loano 1987, cui seguono partecipazioni del gruppo a trasmissioni televisive (Drive In, Raffaella Carrà Show, Vent'anni dopo, Fate il vostro gioco, Europa Europa).
Scrive testi teatrali per Cardillo & Cattaruzza, T.E.E., la Sentymenti Frankfurt, Marco Cavicchioli, Bucci & Sgrosso, Ballico & Zipoli, Teatro delle Moline, Giulio Federico Janni, Ferreri & Fiorito, Angelillo & Modugno, Tra un atto e l'altro, Julianeo.
Nel 1993 vince il Premio Italo Calvino con il racconto lungo Codice.
Per Radio Rai scrive due radiodrammi: 23 : 59 e Pentimento.

## Opere
- Codice, Bollati Boringhieri 1994.
- Biancaneve, Bollati Boringhieri 1995.
- Sulla torre antica, Lupetti & Fabiani 1998.
- 23 : 59, Rai Eri 1999.
- Torpore, Portofranco 2001[5].
- Alter E (Un fagiano), :duepunti 2010.
- Società del Programma Spaziale, CS_libri 2016.
- Configurazione Alieno, CS_libri 2019.
- Fiori, Tiemme 2019.
- Clic, Hopefulmonster 2023.